# Gnoerichia buettneri
Gnoerichia buettneri là một loài nhện trong họ Thomisidae.
Loài này thuộc chi Gnoerichia. Gnoerichia buettneri được Maria Dahl miêu tả năm 1907.